# Julien Geldof
Julien Geldof (Izegem, 1 januari 1906 - Sint-Lambrechts-Woluwe, 2 mei 1966) was een Belgisch volksvertegenwoordiger.

## Levensloop
Geldof werd vakbondssecretaris.
Van 1953 tot 1958 was hij gemeenteraadslid van Sint-Lambrechts-Woluwe. In 1949-1950 was hij provincieraadslid.
In 1950 werd hij verkozen tot socialistisch volksvertegenwoordiger voor het arrondissement Brussel en vervulde dit mandaat tot in 1965.